# Арменска хипотеза
Арменската хипотеза за произхода на индоевропейските езици, респективно и на арийците в противовес на утвърдената, се основава главно на глоталната теория.
Хипотезата за двете родини индоевропейските предци – едната на Арменското плато, а другата в източноевропейските степи (виж курганна култура) е формулирана още от Макс Мюлер през 1873 г. въз основа на близостта до индоевропейските с прасемитските и с кавказките езици.
Най-сериозна критика теорията търпи по линия на това, че съгласно нея арменския език следва да е най-добре опазил корените си, но това не е така, още повече, че артефактите показват значими миграции в района на Арменското плато. Като цяло, опитите в края на 20 век за реанимиране на старата хипотеза на Мюлер търпят провал.